# Dolmen du Grand Pontet
Le dolmen du Grand Pontet, appelé aussi dolmen du Champ Liame, est un dolmen  situé à Aigurande dans le département français de l'Indre.

## Historique
L'édifice n'est signalé qu'en 1977. Il avait subi une fouille clandestine en 1969. Entre 1978 et 1982, trois fouilles de sauvetage y sont menées. Elles ont permis de recueillir un petit outillage en silex (deux armatures de flèche à pédoncule, une armature tranchante, un percuteur), des tessons de poterie et les restes d'un foyer.

## Description
Le dolmen est en partie ruiné, il s'agissait probablement à l'origine d'un dolmen simple. Il comporte une table de couverture en granite, mesurant 3,20 m de long sur 2,80 m de large, qui s'est effondrée et deux orthostates encore en place, un côté ouest (2,10 m de long sur 1,20 m de large, l'autre côté est. Les interstices entre les orthostates étaient comblés par des murets en pierres sèches. Plusieurs blocs gisant autour du dolmen pourraient correspondre à d'anciens supports. La chambre mesure  2 m de long sur  1,50 m de large. Le sol de la chambre était dallé,.

## Matériel archéologique
Le matériel recueilli comprend un petit mobilier lithique (1 pointe de flèche à pédoncule, 1 pointe de flèche à pédoncule et ailerons, 1 armature tranchante, 1 grande lame et des lamelles, 2 retouchoirs), céramique (fragments de poteries peu identifiables) et des débris historiques récents.

## Folklore
Selon une légende, l'édifice abritait la tombe d'un général de César qui fut enterré avec son sabre en or.